# ファンファーレ・チョカルリア

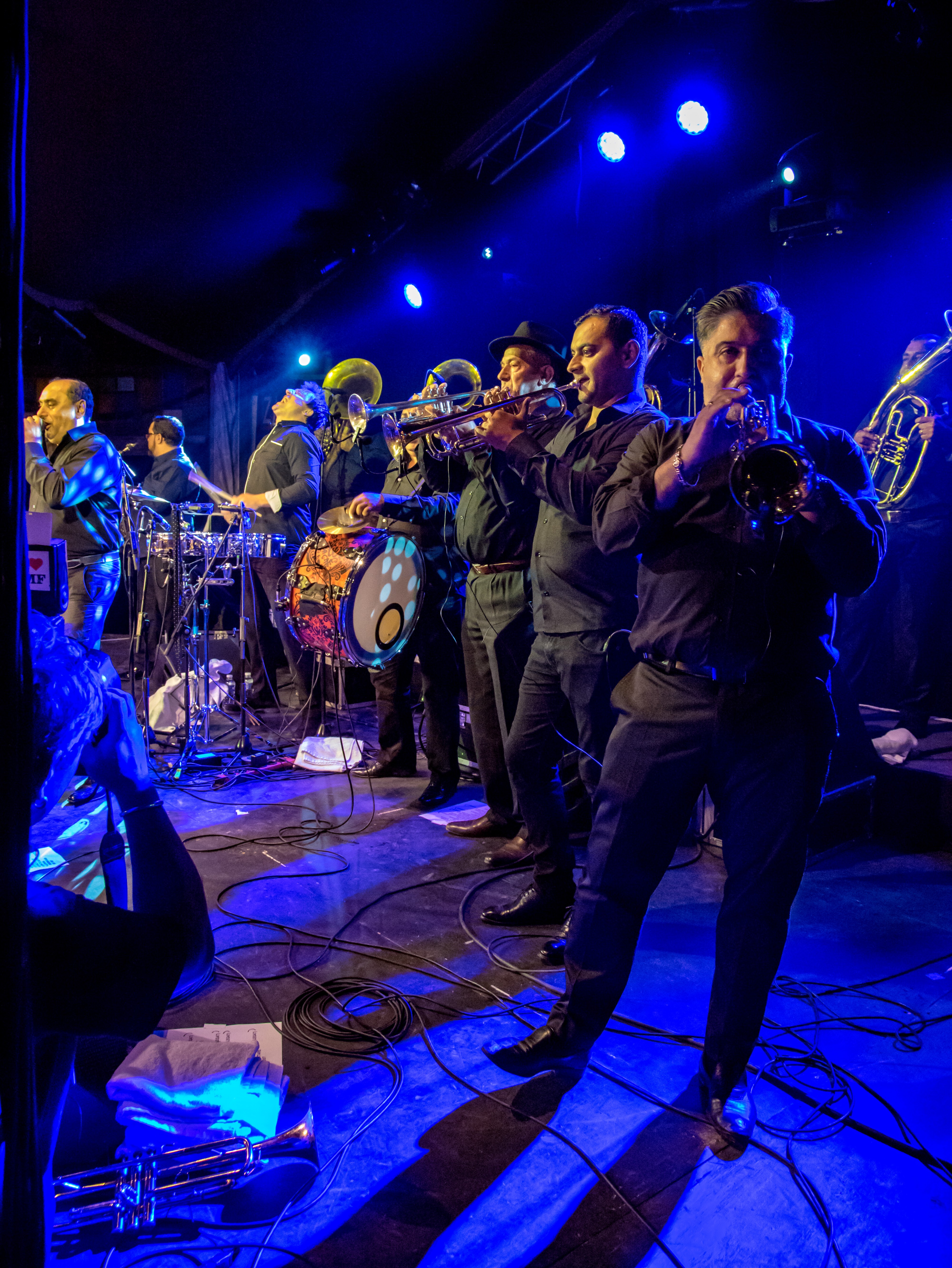
ファンファーレ・チョカルリア. テント音楽祭2017フライブルク、ドイツ

ファンファーレ・チョカルリア（ルーマニア語: Fanfare Ciocărlia）は、ルーマニアのロマ（ジプシー）によるブラスバンド。欧米や日本ではジプシー・ブラスと呼ばれ、古くはチョチェクと呼ばれるスタイルの音楽を演奏する。ルーマニア北西部の村ゼチェ・プラジニ（Zece Prăjini）出身。

## 表記
日本盤のアルバムではファンファーレ・チォカリーア、映画『ジプシー・キャラバン』ではファンファーラ・チォクルリーアと表記されている。また、「チョクルリア (Ciocârlia)」（aの上にサーカムフレックス）とはルーマニア語でヒバリの意味だが、バンド名は「ファンファーレ・チョカルリア (Fanfare Ciocărlia)」（aの上にブレーヴェ）である。

## 来歴
ファンファーレ・チョカルリアは地元の結婚式や洗礼式などで演奏するアンサンブルとして活動していた。1996年10月、ドイツ人のサウンド・エンジニアでプロデューサーのヘンリー・エルネスト (Henry Ernst) が、ルーマニアのゼチェ・プラジニ (Zece Prajini) を訪れたとき、そこにいた多くのミュージシャンたちの才能を確信し、バンドに「ファンファーレ・チョカルリア」と名づけた。ファンファーレ (Fanfare) とはフランス語由来のルーマニア語でブラスバンドを意味し、チョカルリア (Ciocârlia) は本来はルーマニア語でヒバリを意味する言葉で、19世紀後半にヴァイオリニストのグリゴラシュ・ディニクが演奏して広く知られるようになったという。彼の祖父アンゲルシュ・ディニク (Angheluş Dinicu) がパンフルートで演奏し、西洋音楽の世界に知られた最初とされ、祖父ディニクがエッフェル塔の除幕式で演奏したのも、東欧のラウタリ (民族音楽) とされる。この時以来、ファンファーレ・チョカルリアは世界50以上の国で1000回を超えるコンサートを行っている。
2006年、彼らはBBC Radio 3 のワールドミュージック賞を受賞した。同年10月にバンドの中核であったイオン・イヴァンチャが癌で死去。新体制の下、アルバム『クイーンズ&キングス〜ワイルドで行こう』を発表。ジャケットにはイオンと彼の妻の写真が使われており、彼等に捧げられたアルバムである。

## 音楽スタイル
トルコの軍楽隊に由来するといわれているファンファーレ・チョカルリアの楽器構成はトランペット、テノールホルン、（ドイツ式）バリトン、チューバ（ヘリコン helicon）、クラリネット、サクソフォーン、バスドラム、パーカッションである。歌詞はルーマニア語のものもロマ語のものもある。彼らの音楽スタイルは主として、伝統的なロマ音楽、ルーマニアの音楽、チョチェクに基づいたものであるが、自由にトルコの音楽やブルガリアの音楽、セルビアの音楽、マケドニア共和国の音楽などの要素を織り交ぜたものである。インド映画などからの影響もある。ブラス編制のために英語圏ではジプシー・ブラスとも呼ばれている。
ファンファーレ・チョカルリアはそのパワフルで躍動感のある複雑なリズム、高速にスタッカートするクラリネットや、サクソフォーン、トランペットのソロなどで特に知られており、時に毎分200ビートを超えることもある。また、演奏には楽譜を用いず、曲中でときに即興でホルンやクラリネットを吹く。

## メンバー
- パウル・マルティン・ブルガール (Paul Marian Bulgaru) - トランペット
- コンスタンティン・"シューロ"・カリン (Constantin "Şulo" Călin) - テノールホルン、ボーカル
- コンスタンティン・"プンカ"・クンテア (Constantin "Pînca" Cântea) - チューバ（ヘリコン）
- ニコラエ・イォニツァ (Nicolae Ioniţa) - パーカッション
- ダン・イォネル・イヴァンチャ (Dan Ionel Ivancea) - アルト・サクソフォーン、ボーカル
- イォアン・イヴァンチャ (Ioan Ivancea) - クラリネット、ボーカル (2006年10月死去)
- ラウレンツィウ・ミハイ・イヴァンチャ (Laurenţiu Mihai Ivancea) - （ドイツ式）バリトン
- オプリカ・イヴァンチャ (Oprică Ivancea) - ソプラノ・クラリネット、アルト・サクソフォーン、ボーカル
- ラドゥレスク・ラザル (Rădulescu Lazăr) - トランペット、ボーカル
- コンスティカ・"チマイ"・トリファン (Costică "Cimai" Trifan) - トランペット、ボーカル
- モネル・"グゼル"・トリファン (Monel "Gutzel" Trifan) - チューバ（ヘリコン）
- コステル・"ジスニャク"・ウルス (Costel "Gisniac" Ursu) - バスドラム

## 北米への影響
デビュー・アルバム『ラジオ・パシュカニ』、特に収録曲「Ah Ya Bibi」は北米のファンの心を大きくつかんだ。米国のジプシー音楽家、バルカナラマ (Balkanarama) は2003年のアルバム『Nonstop』で「Ah Ya Bibi」をカバーした。カリフォルニア州のバンド、エストラーダスフェア (Estradasphere) も同曲をカバーし、ライブで披露したほか、ミニアルバム『The Silent Elk of Yesterday』にも「A Tune by F.F.C.」の曲名で収録されている。
ニューヨークのハンガリアン・マーチ・バンド (Hungry March Band) は「Asfalt Tango」をカバーし、アルバム『On the Waterfront』に収録されている。エクストラ・アクション・マーチング・バンド (Extra Action Marching Band) はCD『Live』に「Ciocarlia Suite」を収録している。ファンファーレ・チョカルリアはまた、ダニー・エルフマンの50歳の誕生パーティーに招待され、演奏を披露している。

## ダンスミュージックへの影響
ファンファーレ・チョカルリアの楽曲「Asfalt Tango」は英国のエレクトロ・ダンス・ユニット、ベースメント・ジャックスの曲「Hey U」に使用され、同曲はアルバム『クレイジー・イッチ・レディオ』に収録された。
フィギュアスケートのネイサン・チェン選手（アメリカ）の2018-2019シーズンSPに、楽曲がメドレーで使用されている。

## 日本への影響
日本には2000年に初来日。そのときにツアーを撮影した様子が、ドキュメンタリー映画『炎のジプシーブラス 〜地図にない村から〜』の海外でバンドが成功する様子として取り上げられている。その後、5回来日（2004年、2005年、2008年、2014年、2019年）。NHKスタジオパーク生出演、ブラスバンド雑誌の表紙を飾る、フジロックフェスティバル出演など、大きな話題を作っている。

## 映画
ファンファーレ・チョカルリアは、ドイツ人のラルフ・マルシャレック (Ralf Marscalleck) 監督の長編ドキュメンタリー映画『炎のジプシーブラス 〜地図にない村から〜』（Iag Bari - Brass on Fire）で取り上げられた。同映画はジプシー村、ゼチェ・プラジニに始まり巨大なコンサート会場に立つようになるまでのメンバーたちに焦点を当てている。同映画は2003年のバルセロナとマドリードの音楽ドキュメンタリー映画フェスティバル (Festival De Cine Documental Musical) でベスト・ドキュメンタリー賞を受賞した。また、この映画はマケドニア共和国のテレビ・ラジオ番組Golden Wheelによるスコピエのロマ・フェスティバルで最優秀長編ドキュメンタリー賞を受賞した。
また、ファンファーレ・チョカルリアは、トルコ人の映画監督ファティーフ・アクンの映画『愛より強く』でも焦点があてられた。同映画はベルリンのベルリン国際映画祭で金熊賞を受賞した。「Asfalt Tango」はポーランドのトメック・バギンスキーによるアニメ番組『Fallen Art』 (ポーランド語：Sztuka spadania) の主題歌として用いられた。
2006年、映画『ボラット 栄光ナル国家カザフスタンのためのアメリカ文化学習』のバック・グラウンド・ミュージックとして「Born to Be Wild」を演奏した。2006年制作（日本での公開は2008年）のドキュメンタリー映画『ジプシー・キャラバン』に出演。

## ディスコグラフィ

### アルバム
- 『ラジオ・パシュカニ』 - Radio Pascani (1998年)
- 『バロ・ビアオ・ワールド・ワイド・ウェディング』 - Baro Biao - World Wide Wedding (1999年)
- 『イアグ・バリ』 - Iag Bari - The Gypsy Horns From The Mountains Beyond (2001年)
- 『ギリ・ガラブディ』 - Gili Garabdi - Ancient Secrets of Gypsy Brass (2005年)
- 『クイーンズ&キングス〜ワイルドで行こう』 - Queens and Kings (2007年)
- 『ジプシー・ブラス大決戦!!』 - Balkan Brass Battle (2011年) ※with ボバン・アンド・マルコ・マルコヴィッチ・オーケスター
- 『悪魔の物語』 - Devil's Tale (2014年) ※with エイドリアン・ラッソ
- 『火星へGO!』 - Onwards to Mars! (2016年)

### DVD
- 『炎のジプシーブラス 〜地図にない村から〜』 - Iag Bari - Brass on Fire (2004年、ドキュメント映画)